# Choilley-Dardenay
 Choilley-Dardenay  es una población y comuna francesa, en la región de Champaña-Ardenas, departamento de Alto Marne, en el distrito de Langres y cantón de Prauthoy.

## Demografía
| 231 | 189 | 164 | 147 | 132 | 139 |
| Para los censos de 1962 a 1999 la población legal corresponde a la población sin duplicidades (Fuente: INSEE [Consultar]) |     |     |     |     |     |